# Speyeria atlantis
Speyeria atlantis is een vlinder uit de familie van de Nymphalidae. De wetenschappelijke naam van de soort is voor het eerst geldig gepubliceerd in 1862 door William Henry Edwards.